# Robeilys Peinado
Robeilys Peinado (Caracas, Venezuela, 26 de noviembre de 1997) es una atleta venezolana, especialista en la prueba de salto con pértiga, con la que ha logrado ser medallista de bronce mundial en 2017.

## Infancia y juventud
Desde la edad de tres años practicó la gimnasia con mucho ahínco y tesón y a los doce años era una promesa deportiva, sin embargo su desarrollo le trajo problemas en las barras asimétricas. Sus entrenadores entonces le recomendaron el salto con garrocha ya que con una estatura 1,68 m. y peso de 63 kilogramos la hacen idónea para la liga olímpica. A los quince años de edad logra máximos honores en el Campeonato Mundial Juvenil de Atletismo celebrado en Ucrania.

## Carrera deportiva
Robeilys clasificó a los Juegos Olímpicos de Río de Janeiro 2016, pero una lesión en el pulgar mientras entrenaba le impidió participar.
En el Mundial de Londres 2017 gana la medalla de bronce en salto con pértiga, quedando por detrás de la griega Ekaterini Stefanidi (oro), la estadounidense Sandi Morris (plata), y empatada con la cubana Yarisley Silva, también bronce.